# A.C. Milan w sezonie 1953/1954

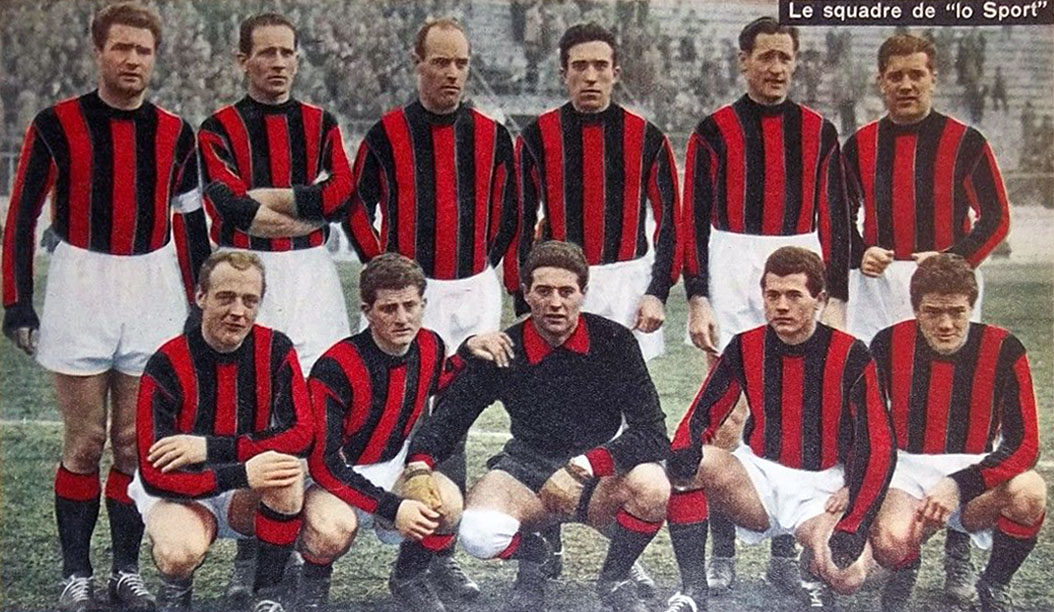
A.C. Milan 1953/54

Osiągnięcia i skład piłkarskiego zespołu A.C. Milan w sezonie 1953/54.

## Osiągnięcia
- Serie A: 3. miejsce

## Podstawowe dane
- Oficjalna nazwa klubu: Associazione Calcio Milan
- Siedziba klubu: Corso Venezia 36
- Boisko: San Siro
- Prezes klubu:  Umberto Trabattoni
- Trener zespołu:  Arrigo Morselli[1];  Béla Guttmann
- Kapitan drużyny:  Omero Tognon

## Skład zespołu
Bramkarze:
| Włochy | Lorenzo Buffon   |
| Włochy | Ranieri Galluzzo |

Obrońcy:
| Włochy | Alfio Fontana     |
| Włochy | Alvaro Moreno     |
| Włochy | Franco Pedroni    |
| Włochy | Arturo Silvestri  |
| Włochy | Francesco Zagatti |

Pomocnicy:
| Włochy  | Eros Beraldo         |
| Włochy  | Mario Bergamaschi    |
| Włochy  | Stelio Darin         |
| Włochy  | Angelo Gandini       |
| Szwecja | Nils Liedholm        |
| Włochy  | Silvano Moro         |
| Włochy  | Alberto Piccinini    |
| Włochy  | Giancarlo Pistorello |
| Włochy  | Omero Tognon         |

Napastnicy:
| Włochy  | Amleto Frignani         |
| Włochy  | Angelo Longoni          |
| Szwecja | Gunnar Nordahl          |
| Dania   | Jørgen Leschly Sørensen |
| Włochy  | Albano Vicariotto       |